# Stade de la Source
Das Stade de la Source (voller Name: Stade Omnisports de la Source) ist ein Fußballstadion in der französischen Großstadt Orléans, Hauptstadt der Region Centre-Val de Loire. Es ist seit der Einweihung 1976 die Heimspielstätte des Fußballvereins US Orléans. Seit 2020 besteht das Spielfeld aus einem Hybridrasen.

## Tribünen
Das Stade de la Source bietet auf seinen drei Tribünen 6833 Plätze. Des Weiteren verfügt das Stadion über fünf Imbissstände und einen Fanshop (an der offenen Südseite), Parkplätze, zwei Rasentrainingsplätze, einen Kunstrasenplatz und eine Leichtathletikanlage hinter der Nordtribüne.
- Tribune Bernard Ranoul, West: 1851 Sitzplätze
- Tribune Orléans, Nord: 1435 Sitzplätze
- Tribune Vagner, Ost: 3577 Sitzplätze mit 30 rollstuhlgerechten Plätzen, davon 332 Sitzplätze und acht rollstuhlgerechte Plätze für die Gästefans
- 13 V.I.P.-Logen